# Rawamekar
Rawamekar is een bestuurslaag in het regentschap Subang van de provincie West-Java, Indonesië. Rawamekar telt 4623 inwoners (volkstelling 2010).